# Rhacochelifer tenuimanus
Rhacochelifer tenuimanus är en spindeldjursart som beskrevs av Jacqueline Heurtault 1971. Rhacochelifer tenuimanus ingår i släktet Rhacochelifer och familjen tvåögonklokrypare. Inga underarter finns listade i Catalogue of Life.